# Przejście graniczne Zbereże-Adamczuki
Przejście graniczne Zbereże-Adamczuki – planowane polsko-ukraińskie przejście graniczne położone w województwie lubelskim, w powiecie włodawskim.
Od 2010 do 2019 regularnie w sierpniu odbywała się impreza „Europejskie Dni Dobrosąsiedztwa”. Dzięki tymczasowemu przejściu granicznemu można było przejść przez most na rzece Bug.
Według danych Nadbużańskiego Oddziału Straży Granicznej w ciągu 4 dni od 7 do 10 sierpnia 2014 r. odprawiono ponad 19 tys. osób.